# Paul Bryers
Paul Bryers (Liverpool, 12 november 1945) is een Brits filmregisseur, scenarioschrijver en auteur.

## Biografie
Paul Bryers studeerde moderne geschiedenis, politiek en economie aan de Universiteit van Southampton. Daarna volgde hij het opleidingsprogramma voor journalisten van de Daily Mirror. Hij werkte er twee jaar, om dan verslaggever en presentator te worden bij de Britse commerciële televisiezender Southern ITV, waar hij later ook producent en regisseur werd. Hij deed vooral verslaggeving over conflicten in Afrika, het Midden-Oosten en Zuid-Amerika.

### Film en televisie
Na zijn carrière in de verslaggeving geraakte Paul Bryers vooral bekend door zijn documentaires en docudrama's voor de televisiezenders BBC Two, Channel 4, Channel Five en PBS.
Bryers werd snel opgemerkt met docudrama's als A Vote For Hitler (1988) over het Verdrag van München in 1938 en de daaropvolgende tussentijdse verkiezingen in Oxford, en A Strike Out of Time (1990), een docudrama over de Britse mijnwerkersstaking van 1984/85.
In 2001 maakte hij de vierdelige tv-reeks Queen Victoria's Empire met Donald Sutherland in de hoofdrol, waarmee hij een Outstanding Achievement Award won op het New York Film Festival in 2002.
Naast documentaires en docudrama's bewerkte Bryers ook enkele klassiekers uit de wereldliteratuur voor televisie. In 1992 realiseerde hij de tv-film Incident in Judaea, een adaptatie van de Bijbelse hoofdstukken uit de roman De meester en Margarita van Michail Boelgakov met John Woodvine in de rol van Pontius Pilatus, en in 1992 verfilmde hij het toneelstuk The Golden Years van Arthur Miller over de verovering van Mexico door Hernán Cortés, met Robert Powell als de veroveraar Cortés en Ronald Pickup als Montezuma.

### De auteur Paul Bryers
Paul Bryers is ook de auteur van verschillende romans, die verschenen tussen 1976 en 2003. Hij kreeg de British Arts Council Award for Best First Novel.
In 2008 startte hij met het schrijven van The Mysteries of the Septagram, een reeks van romans voor kinderen en tieners. De eerste uit de reeks, Kobal, verscheen in 2008 en werd genomineerd voor de Waterstone's Book of the Year Award. Nadien volgden Avatar (2009) en Abyss (2010).

### De auteur Seth Hunter
Onder het pseudoniem Seth Hunter startte Paul Bryers in 2008 een reeks boeken die zich afspelen in de tijd van de Eerste Coalitieoorlog, een gewapend conflict tussen het revolutionaire Frankrijk en een bondgenootschap van Europese mogendheden, later bekend geworden als de Eerste Coalitie. De held van deze romans heet Nathan Peake.

## Filmografie
- 1988 – A Vote for Hitler (tv-film, Channel 4)
- 1989 – The Survivor's Guide (documentaire tv-reeks, Channel 5)
- 1990 – A Strike Out of Time (tv-film, Channel 4)
- 1991 – Incident in Judaea (tv-film, Channel 4)
- 1992 – The Golden Years (tv-film, Channel 4)
- 1993 - The Essential History of Germany (documentaire, BBC Two)
- 2001 – Tales from the Tower (docudrama, The Learning Channel)
- 2001 – Queen Victoria's Empire (documentaire reeks, PBS)
- 2002 – Harem (docudramareeks, Channel 4)
- 2003 – Seven Wonders of the Industrial World – The Line (tv-reeks, BBC Two)
- 2004 – The Great Nazi Cash Swindle (documentaire, Channel 4)
- 2005 – Murder at Canterbury (docudrama, BBC Two)
- 2005 – Flood at Winchester (docudrama, BBC Two)
- 2005 – Nelson's Trafalgar (docudrama, Channel 4)

### Romans
- 1978 – Hollow Target
- 1978 – Cat Trapper
- 1982 – Hire Me a Base Fellow
- 1987 – Coming First
- 1991 – The Adultery Department
- 1995 – In a Pig's Ear
- 1998 – The Prayer of the Bone
- 2003 – The Used Women's Book Club

### The Mysteries of the Septagram
- 2008 – Kobal
- 2009 – Avatar
- 2010 – Abyss

### Seth Hunter
- 2008 – The Time of Terror
- 2009 – The Tide of War
- 2010 – The Price of Glory
- 2011 – The Winds of Folly